# Nipponia (revista)
La revista Nipponia (にっぽにあ), es una publicación japonesa de carácter internacional multilingüe, perteneciente al Ministerio de Asuntos Exteriores e impresa por Heibonsha Ltd. La tirada es trimestral y una de sus características es de seguir la costumbre de anteponer el apellido al nombre en los nombres japoneses, exceptuando los nombres y apellidos con derechos reservados (algunos de ellos extranjeros). Su primer número salió en julio de 1997.
La revista en su contenido, presenta temas como cultura, arte, turismo, geografía, historia, tecnología y la vida del pueblo japonés.